# CD69
CD69 (zkratka z angl. cluster of differentiation 69) je membránově vázaný Ca2+-dependentní C-lektinový receptor II. typu. Představuje časný aktivační marker celé řady buněk imunitního systému. Je exprimován T lymfocyty, B lymfocyty, NK buňkami, monocyty, makrofágy, neutrofily a eosinofily a dalšími buněčnými typy, nejčastěji v závislosti na jejich aktivačním stavu. Jeho exprese mimo jiné zprostředkovává retenci v tkáních nebo se podílí na vzniku regulačních T lymfocytů. Taktéž stojí za potlačením polarizační preference do Th1/Th17 zánětlivé imunitní odpovědi.  

## Struktura a ligandy
Gen pro CD69 se nachází na chromozomu 6 v genovém klastru NK (zkratka z angl. natural killer). Protein CD69 je homodimer, jehož podjednotky jsou odlišně glykosylovány a spojeny disulfidickým můstkem. Každá z podjednotek obsahuje extracelulární, transmembránovou a intracelulární část. CD69 je preformovaný v cytoplazmě klidových buněk a po jejich aktivaci je vystavován během několika hodin.
Specifickým ligandem CD69 je v první řadě sacharidy-vázající protein galektin-1 (Gal-1). Gal-1 je ve vysoké míře exprimován na regulačních T lymfocytech a signalizace po navázání na CD69 vede k podpoře ustanovení T buněčné tolerance zprostředkované právě regulačními T lymfocyty. U T regulačních lymfocytů také tato signalizace podněcuje zvýšenou produkci IL-10, tedy významného protizánětlivého efektorového cytokinu regulačních T lymfocytů. Dále je Gal-1 exprimován dendritickými buňkami či makrofágy. Navázání CD69 na Gal-1 exprimovaný dendritickými buňkami vede k potlačení polarizace Th17 zánětlivé imunitní odpovědi. Regulace vzniku regulačních T buněk je taktéž zprostředkována skrze ligand S100A8/S100A9 (Ca2+ vazebné proteiny účastnící se modulace zánětlivé imunitní odpovědi).
CD69 dále figuruje jako agonista receptoru pro sfingosin-1-fosfát (S1PR1). Hlavním důsledkem interakce CD69 a S1PR1 je retence T lymfocytů v rámci uzliny. 
Mezi další ligandy se řadí myosinové lehké řetězce 9 a 12 a oxidované nízkodenzitní lipoproteiny (LDL). Při interakci CD69-oxLDL je navozena zvýšená exprese PD-1 receptoru na pomocných T lymfocytech.

## Funkce

### CD69 reguluje diferenciaci pomocných T lymfocytů (Th)
Polarizace Th buněčných subpopulací je řízena především kombinací cytokinů, které působí na naivní CD4+ T lymfocyty přes specifické JAK/STAT dráhy. Výsledná signalizace vede k ustanovení exprese transkripcích faktorů a sekreci efektorových cytokinů typických pro danou Th populaci. Cytoplazmatická část molekuly CD69 navozuje JAK3 signalizaci, která následně fosforylací aktivuje STAT5. STAT5 poté inhibuje produkci IL-17 přímou kompeticí se STAT3 (signalizace mimo jiné IL-6), který se navazuje na enhancery v rámci genu pro IL-17 (Il-17 gen). Zmíněná balance STAT5 a STAT3 signalizace je taktéž důležitá pro diferenciaci regulačních T lymfocytů. Regulační T lymfocyty, které exprimují CD69 mají vyšší imunosupresivní potenciál v porovnání s těmi, které jsou CD69−. CD69 je dále důležitý pro vznik přirozených regulačních T lymfocytů (nTreg) v brzlíku. 

### CD69-S1PR1 interakce umožňuje retenci a plnohodnotnou aktivaci T lymfocytů v uzlině
Zadržování naivních T lymfocytů v uzlině na základě interakce CD69 a S1PR1 umožňuje opakovanou expozici antigenu, tedy dostatečný čas pro kontakt antigen prezentující buňky (APC) a T lymfocytu. Zvýšená exprese CD69 po aktivaci naivního T lymfocytu podporuje po navázání na S1PR1 internalizaci a degradaci tohoto receptoru. S1PR1 se za nepřítomnosti CD69 (buňka například nerozpoznala antigen a neexprimuje časný aktivační marker) navazuje na jeho přirozený ligand sfingosin-1-fosfát (S1P), jehož koncentrace jsou vysoké v krvi či lymfě. Tato interakce poté indukuje migraci T lymfocytu z lymfatické uzliny do cirkulace. 

## Další role CD69
CD69 je považován za marker tkáňově rezidentních paměťových T lymfocytů, především v kůži. CD69 je hyperexprimován také na prekurzorech těchto paměťových populací po jejich vstupu do konkrétní tkáně, kdy blokují S1PR1, a indukují tak tkáňovou retenci. CD69 může také podporovat příjem aminokyselin T lymfocyty na základě interakce s aminokyselinovým transportérem LAT-1.